# Herb gminy Wielkie Oczy
Herb gminy Wielkie Oczy – symbol gminy Wielkie Oczy.

## Wygląd i symbolika
Herb przedstawia na tarczy w polu srebrną rybę (ukleję) w pas, a pod nią złoty wieniec, składający się z 10 kłosów zboża. Jest to nawiązanie do pieczęci miejscowości z XIX wieku; ukleja, zwana też wielkookiem, nawiązuje do nazwy gminy oraz dwóch stawów rybnych, a kłosy symbolizują rolniczy charakter gminy oraz liczbę miejscowości. 